# Sixty Tour
Sixty Tour (též stylizováno jako SIXTY Tour) bylo koncertní turné britské rockové skupiny The Rolling Stones, které začalo 1. června 2022 ve španělském Madridu a skončilo 3. srpna 2022 v německém Berlíně. Turné se konalo k 60. výročí založení kapely. Jednalo se o první evropské turné od roku 2018. Se skupinou opět vystupoval bubeník Steve Jordan, který nahradil zesnulého Charlieho Wattse, jenž zemřel v srpnu 2021. V rámci turné skupina po více než 50 letech zavítala do Liverpoolu a po téměř 10 letech se opět zúčastnila festivalu British Summer Time v londýnském Hyde Parku, kde vystoupila dvakrát. Koncerty v Nizozemsku a ve Švýcarsku musely být náhle přeloženy nebo posléze zrušeny, kvůli koronavirové nákaze zpěváka Micka Jaggera.

## Stage design
Pódium navrhla společnost Stufish Entertaiment Architects, s níž skupina spolupracuje od roku 1989. Koncept představoval snahu propojit smyslné křivky jejich ikonického jazyka s elegantními plynulými liniemi, jež zdobily logo turné. Pódium tvořené zejména barevnými fasádami se třemi obrazovkami bylo více než 55 m široké, přes 16 m vysoké a 400 m2 pokrývalo plochu jeviště.

## Setlist
1. "Intro" (pocta Charliemu Wattsovi)
2. "Street Fighting Man"
3. "19th Nervous Breakdown"
4. "Tumbling Dice"
5. "Out of Time"
6. "You Can't Always Get What You Want"
7. "Living in a Ghost Town"
8. "Honky Tonk Women"
9. "Happy"
10. "Slipping Away"
11. "Miss You"
12. "Midnight Rambler"
13. "Start Me Up"
14. "Paint It Black"
15. "Sympathy for the Devil"
16. "Jumpin' Jack Flash"
17. "Gimme Shelter" (přídavek)
18. "(I Can't Get No) Satisfaction" (přídavek)

Odehrané písně
Out of Our Heads
- "(I Can't Get No) Satisfaction"

December's Children (And Everybody's)
- "Get Off of My Cloud"

Aftermath
- "Paint It Black"
- "Out of Time" (koncertní debut)

Between the Buttons
- "Let's Spend The Night Together"
- "Ruby Tuesday"
- "Connection"

Their Satanic Majesties Request
- "She’s A Rainbow"

Beggars Banquet
- "Sympathy for the Devil"
- "Street Fighting Man"

Let It Bleed
- "Gimme Shelter"
- "Midnight Rambler"
- "You Got the Silver"
- "You Can't Always Get What You Want"

Sticky Fingers
- "Wild Horses"
- "Can't You Hear Me Knocking"
- "Bitch"
- "Dead Flowers"

Exile on Main St.
- "Rocks Off"
- "Tumbling Dice"
- "Sweet Virginia"
- "Happy"
- "All Down the Line"

Goats Head Soup
- "Angie"

Black and Blue
- "Fool to Cry"

Some Girls
- "Miss You"
- "Beast of Burden"

Tattoo You
- "Start Me Up"

Steel Wheels
- "Sad Sad Sad"
- "Slipping Away"

Voodoo Lounge
- "You Got Me Rocking"

Stripped
- "Like a Rolling Stone" (Bob Dylan)

Bridges to Babylon
- "Out of Control"

Nezařazené
- "I Wanna Be Your Man" (Lennon/McCartney)
- "19th Nervous Breakdown"
- "Jumpin' Jack Flash"
- "Honky Tonk Women"
- "Living in a Ghost Town"

## Sestava
The Rolling Stones

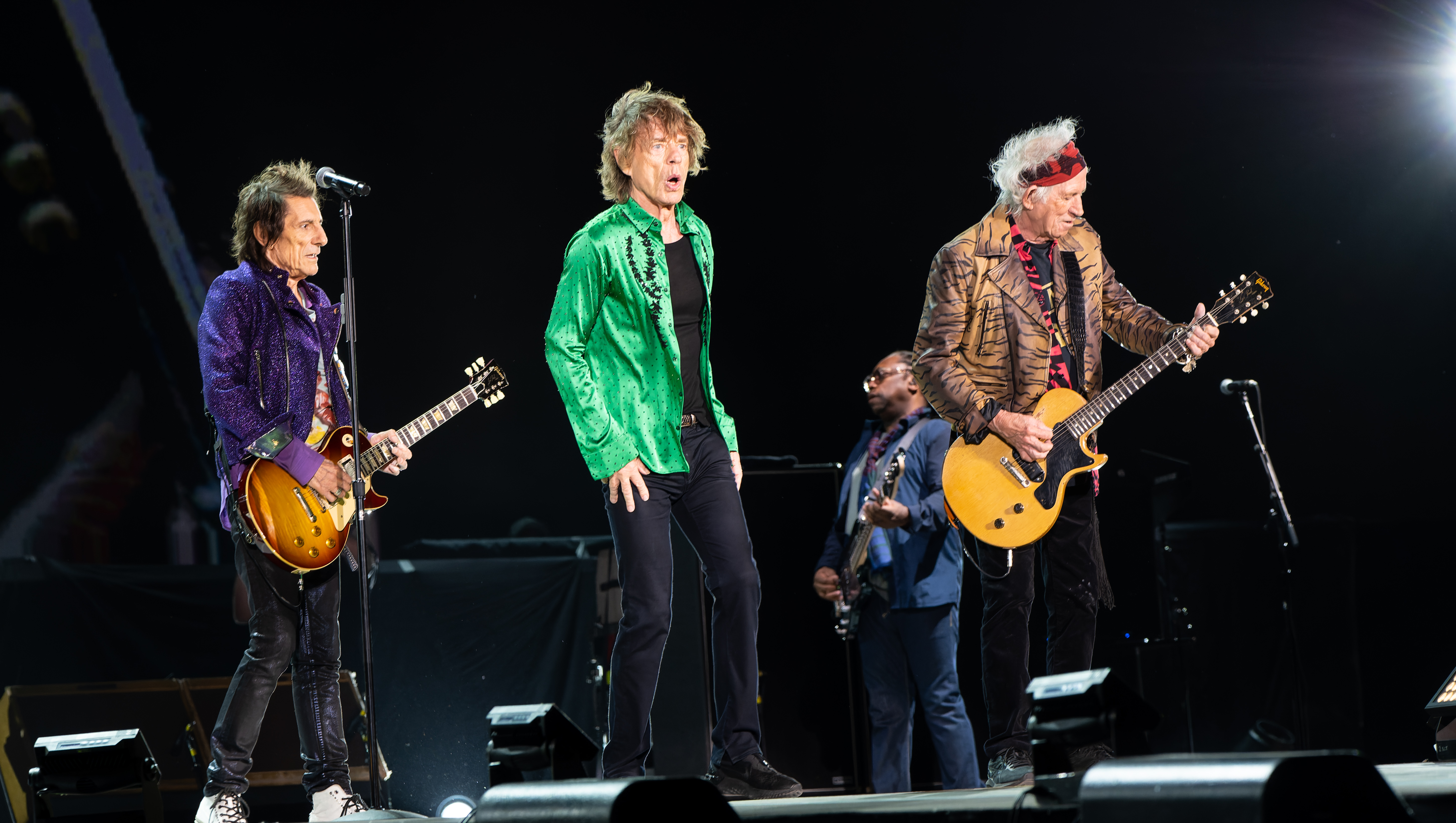
Ronnie Wood, Mick Jagger, Darryl Jones a Keith Richards vystupují 3. července 2022 v londýnském Hyde Parku.

- Mick Jagger – zpěv, kytara, harmonika, perkuse
- Keith Richards – kytara, zpěv
- Ronnie Wood – kytara

Ostatní hudebníci
- Steve Jordan – bicí
- Darryl Jones – baskytara
- Chuck Leavell – hudební režie, klávesy, doprovodné vokály
- Matt Clifford – klávesy, perkuse, lesní roh, voiceover
- Bernard Fowler – doprovodné vokály, perkuse
- Sasha Allen – doprovodné vokály, zpěv (duet s Jaggerem – "Gimme Shelter")
- Karl Denson – saxofon
- Tim Ries – saxofon, klávesy

Hosté
- Chanel Haynes[pozn. 1] – zpěv (duet s Jaggerem – "Gimme Shelter")
- Amy Keys[pozn. 2] – doporvodné vokály
- Kamilah Marshall – doporvodné vokály
- Kenna Ramsey – doporvodné vokály
- chlapecký sbor Dzvinochok a dívčí sbor Vognyk[pozn. 3] – zpěv ("You Can't Always Get What You Want")

## Seznam koncertů
| Datum             | Město         | Stát       | Místo                   | P. diváků     | Výdělek       | Support                                                                                 |
| Evropa            | Evropa        | Evropa     | Evropa                  | Evropa        | Evropa        | Evropa                                                                                  |
| ----------------- | ------------- | ---------- | ----------------------- | ------------- | ------------- | --------------------------------------------------------------------------------------- |
| 1. června 2022    | Madrid        | Španělsko  | Wanda Metropolitano     | 52,752/52,752 | 9,519,714 $   | Sidonie, Vargas Blues Band a John Byron Jagger                                          |
| 5. června 2022    | Mnichov       | Německo    | Olympiastadion          | 56,144/56,144 | 10,509,430 $  | Reef                                                                                    |
| 9. června 2022    | Liverpool     | Anglie     | Anfield Stadium         | 36,917/36,917 | 6,601,295 $   | Echo & The Bunnymen                                                                     |
| 21. června 2022   | Milán         | Itálie     | San Siro                | 57,204/57,204 | 8,212,251 $   | Ghost Hounds                                                                            |
| 25. června 2022   | Londýn        | Anglie     | BST – Hyde Park         | 130,000       | 22,440,761 $  | The War on Drugs, Phoebe Bridgers, Vista Kicks, JJ Rosa, Kelly McGrath                  |
| 3. července 2022  | Londýn        | Anglie     | BST – Hyde Park         | 130,000       | 22,440,761 $  | Sam Fender, Courtney Barnett, Christone "Kingfish" Ingram, The Dinner Party, The Flints |
| 7. července 2022  | Amsterdam     | Nizozemsko | Johan Cruijff Arena     | 51,592/51,592 | 9,105,499 $   | Ghost Hounds                                                                            |
| 11. července 2022 | Brusel        | Belgie     | Koning Boudewijnstadion | 47,089/47,089 | 8,236,632 $   | Kaleo                                                                                   |
| 15. července 2022 | Vídeň         | Rakousko   | Ernst-Happel-Stadion    | 57,141/57,141 | 9,369,561 $   | Bilderbuch                                                                              |
| 19. července 2022 | Lyon          | Francie    | Parc Olympique Lyonnais | 49,608/49,608 | 8,220,638 $   | Nothing But Thieves                                                                     |
| 23. července 2022 | Paříž         | Francie    | Hippodrome de Longchamp | 56,939/56,939 | 7,488,445 $   | Ayron James                                                                             |
| 27. července 2022 | Gelsenkirchen | Německo    | Veltins-Arena           | 44,981/44,981 | 8,293,779 $   | Zucchero                                                                                |
| 31. července 2022 | Stockholm     | Švédsko    | Friends Arena           | 50,889/50,889 | 7,024,520 $   | Thåström                                                                                |
| 3. srpna 2022     | Berlín        | Německo    | Waldbühne               | 21,285/21,285 | 5,733,029 $   | Ghost Hounds                                                                            |
| CELKEM            | CELKEM        | CELKEM     | CELKEM                  | 712,541       | 120,755,554 $ |                                                                                         |

### Zrušené koncerty
| Datum           | Město | Stát      | Místo            | Support      | Důvod                     |
| --------------- | ----- | --------- | ---------------- | ------------ | ------------------------- |
| 17. června 2022 | Bern  | Švýcarsko | Stadion Wankdorf | Ghost Hounds | pozitivní případ COVID-19 |